# Salix brachycarpa
Espèce
Classification APG III (2009)
Salix brachycarpa, connu en anglais sous le nom de  barren-ground willow, small-fruit willow,,, et shortfruit willow,, est une espèce de plantes à fleurs de la famille des Salicaceae. C'est un saule originaire d’Amérique du Nord.

## Distribution
La plante est native d'Amérique du Nord où on la trouve partout en Alaska excepté dans les îles Aléoutiennes et au sud-est sur la côte. L'espèce est également présente à l'ouest et au nord du Canada et dans les régions limitrophes des États-Unis (du sud des montagnes Rocheuses jusqu'au Colorado), dans la Sierra Nevada, en Californie.
Différents types d'habitat lui conviennent. Elle pousse dans les forêts de conifères et dans les climats de type alpin, près des cours d'eau, les mares, les zones marécageuses et les moraines.

## Description
Salix brachycarpa est de stature buissonnante et même parfois rampante, poussant jusqu'à 1,5 m de haut. Les tiges sont parfois velues et les plus petites branches peuvent être franchement laineuses. Les  feuilles sont aussi duveteuses avec une face inférieure laineuse. L'inflorescence est un chaton de 5 centimètres de long,. La plante produit de petites graines sombres qui ne sont viables que quelques jours mais peuvent germer dans les 12 heures  sur un substrat favorable.

### Variétés
Il y a au moins deux variétés reconnues : 
- Salix brachycarpa var. brachycarpa, la variété type.
- Salix brachycarpa var. niphoclada, la variété arctique[2].
- Salix brachycarpa var. psammophila, une variété endémique des dunes de sable du Lac Athabasca, au nord du Saskatchewan, au Canada[9],[10].

Une ancienne sous-espèce, Salix brachycarpa subsp. niphoclada, est maintenant synonyme de Salix niphoclada, une autre variété de saule d'Alaska aussi appelée « barren-ground willow »,,. Barren-ground willow est aussi le nom d'une troisième vatiété distincte de saule d'Alaska, Salix nummularia.

## Utilisations
La construction de l'oléoduc trans-Alaska a perturbé l'existence de cette espèce et les espaces ont été recolonisés par d'autres que Salix brachycarpa, dans les quatre années qui ont suivi. La régénération naturelle a bien fonctionné dans les secteurs favorables  pour  Alaska willow (Salix alaxensis) et sur des sites plus secs à la texture du sol très fine.
Cette espèce sert de nourriture pour les élans en Alaska et a été replantée pour assurer l'alimentation de cet animal dans l'« Alaska North Slope ». Elle est aussi utilisée comme coupe-vent et en revégétalisation.
Les natifs de l'Amérique du Nord utilisaient la plante pour se soigner, fabriquer des paniers, des arcs et des flèches ainsi que des pièges pour attraper des animaux sauvages.